# Bordj Badji Mokhtar
Bordj Badji Mokhtar (in arabo: برج مختار) è una città del sud dell'Algeria, nella provincia omonima, che si trova vicino al confine con il Mali.